# Sasnières
Sasnières ist eine französische Gemeinde mit 90 Einwohnern (Stand: 1. Januar 2022) im Département Loir-et-Cher in der Region Centre-Val de Loire. Sie gehört zum Arrondissement Vendôme und zum Kanton Montoire-sur-le-Loir. Die Einwohner werden Savignards genannt.

## Geografie
Die Gemeinde Sasnières liegt 13 Kilometer südwestlich von Vendôme und etwa 34 Kilometer nordwestlich von Blois am Flüsschen Fontaine de Sasnières. Umgeben wird Sasnières von den Nachbargemeinden Villavard im Norden, Houssay im Norden und Osten, Ambloy im Osten und Südosten, Prunay-Cassereau im Süden und Westen sowie Lavardin im Westen und Nordwesten.

## Einwohnerentwicklung
| Jahr                       | 1962 | 1968 | 1975 | 1982 | 1990 | 1999 | 2006 | 2015 | 2022 |
| -------------------------- | ---- | ---- | ---- | ---- | ---- | ---- | ---- | ---- | ---- |
| Einwohner                  | 166  | 134  | 119  | 104  | 71   | 69   | 98   | 107  | 90   |
| Quellen: Cassini und INSEE |      |      |      |      |      |      |      |      |      |

## Sehenswürdigkeiten

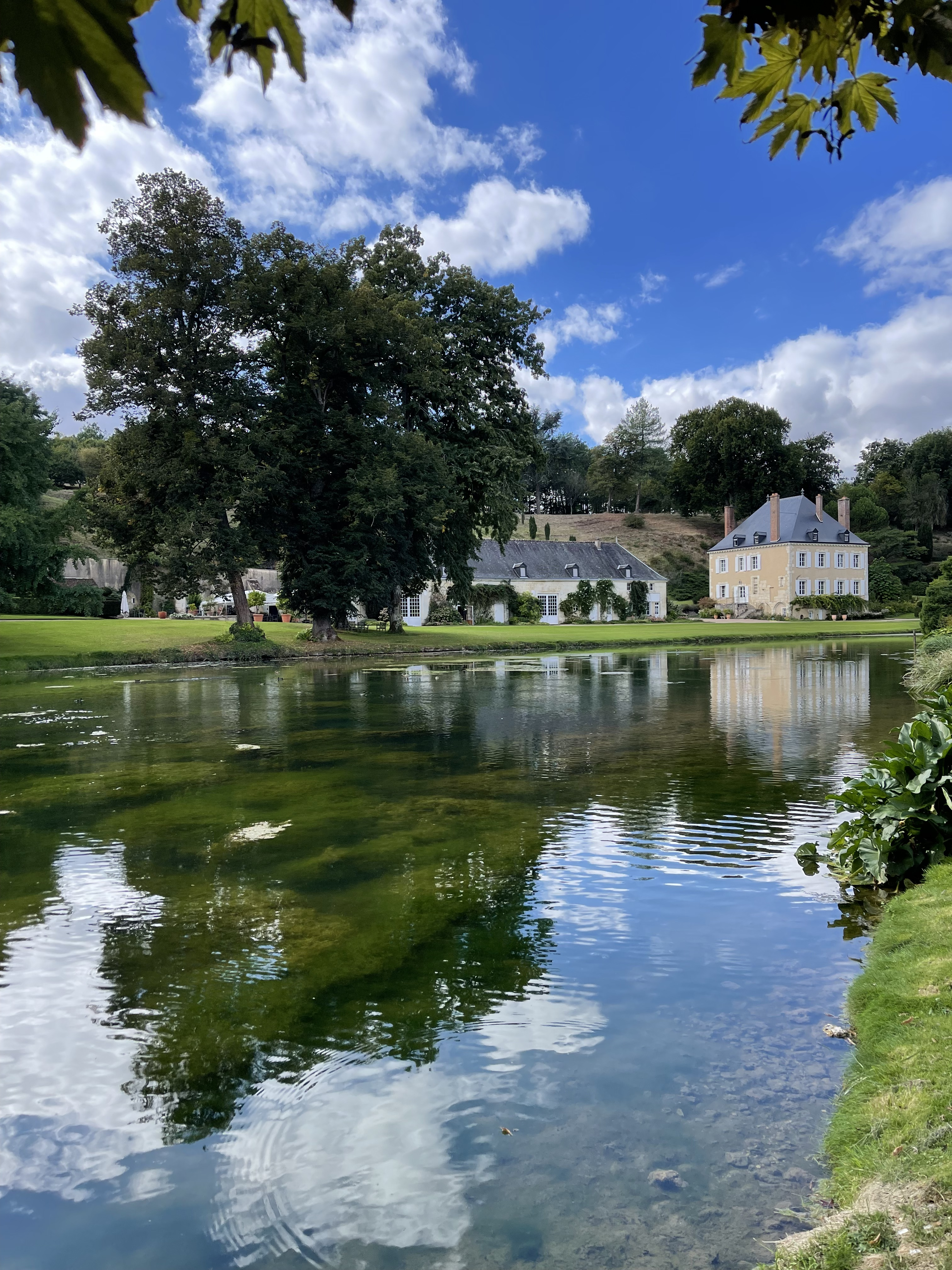
Schloss und Park

- Kirche Saint-Martin
- Schloss und Park Le Plessis